# أبوكاتويل (بيرو)
أبوكاتويل (بالإنجليزية: Apocateal)‏ إله الليل في أساطير الهند وبیرو. وأخوه التوأم هو الإله بیجیرو (الطائر الأبيض)، وهو إله النهار. وهو ابن أول إنسان هبط على الأرض واسمه «جومانسوري» وقد أغرى فتاة، ثم قتل هو والفتاة معا، لكن نسلهما ظهر من بيضتين أنجبتا التوأم: أبوکاتویل وبيجيرو.